# قائمة شخصيات السريع والغاضب

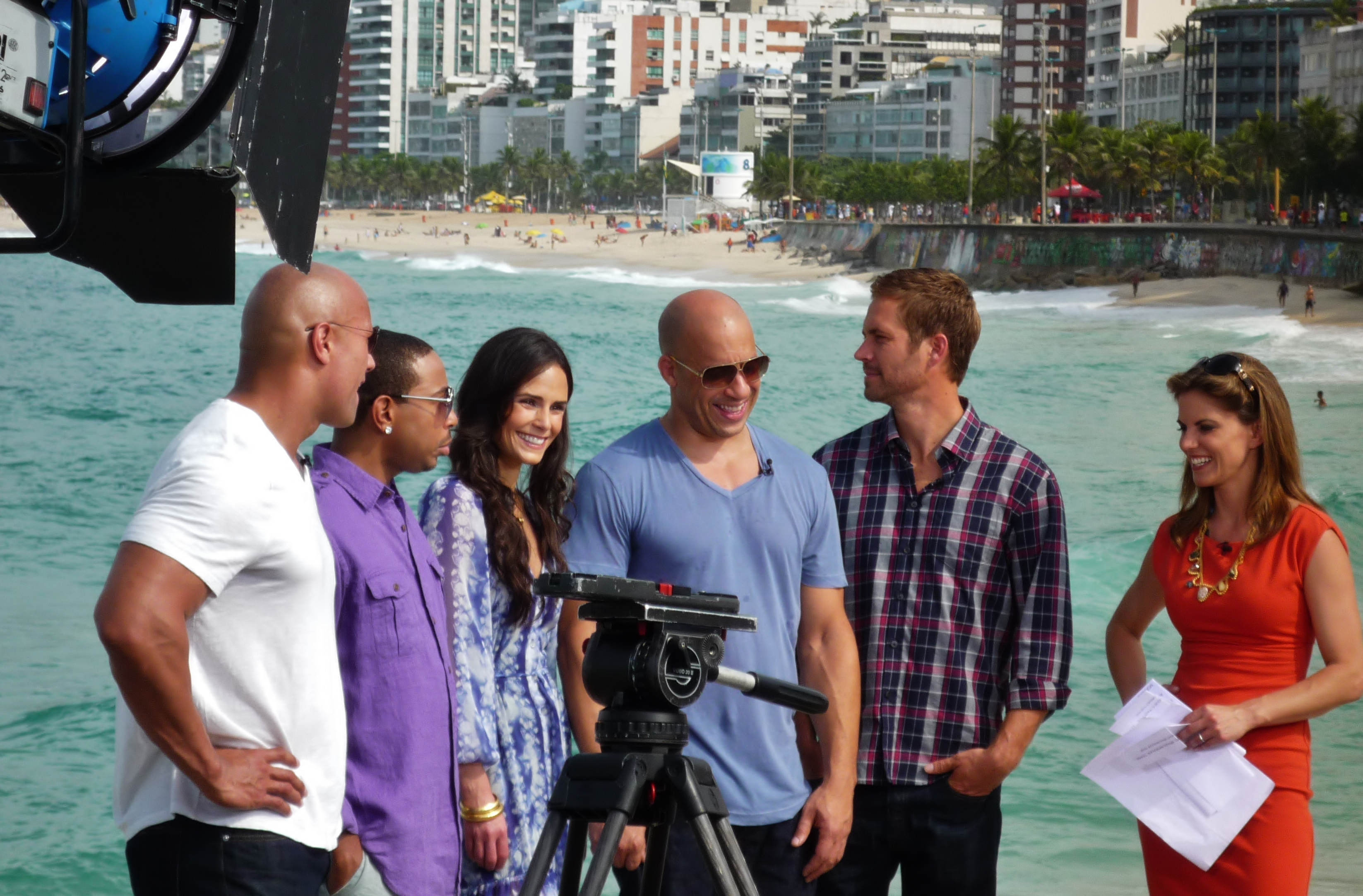
مجموعة من المشاهير المجتمعين على شاطى إيبانيما في ريو دي جانيرو

السريع والغاضب (المعروف أيضًا باسم السرعة والغضبان) هو سلسلة أفلام حركة أمريكية تركز على سلسلة من أفلام الحركة التي تهتم إلى حد كبير بسباقات الشوارع والسرقة والجواسيس والعائلة .
فيما يلي قائمة بشخصيات من امتياز الفيلم:

## الشخصية الخيالية الرئيسية

### دومينيك توريتو
يظهر دومينيك "دوم" توريتو ، الذي يؤديه فين ديزل ، في معظم الأفلام في هذه السلسلة.دومينيك هو متسابق شوارع من النخبة وميكانيكي سيارات ومحكوم سابق ، وهو شقيق جاكوب وميا ، ابن جاك ، زوج ليتي أورتيز ، ابن عم توني وفرناندو ، عم جاك أوكونر وأخت جاك الصغرى ، ووالد بريان ماركوس توريتو.
في السريع والغاضب ، يعيش دوم حياة مزدوجة في لوس أنجلوس مع أخته ميا ، صديقته ليتي ، أفضل صديق فينس وزملائه ليون وجيسي.يتسلل ضابط شرطة أل أي بي دي براين أوكونر إلى المجموعة أثناء عمله متخفيًا ، باستخدام الاسم المستعار لـ براين سبيلنر وقناع متسابق جديد حريص على المشاركة في المباريات عالية المخاطر.

### براين أوكونر
يظهر براين أوكونر ، الذي يؤديه بول ووكر ، في جميع الأفلام السبعة الأولى في هذه السلسلة ، باستثناء الفيلم الثالث ولوس باندوليروس.